# کابودار
کابودار (به اسپانیایی: Cabudare) یک شهر در ونزوئلا است که در Palavecino واقع شده‌است. کابودار ۴۰۰ متر بالاتر از سطح دریا واقع شده‌است.